# Edmilson Valentim

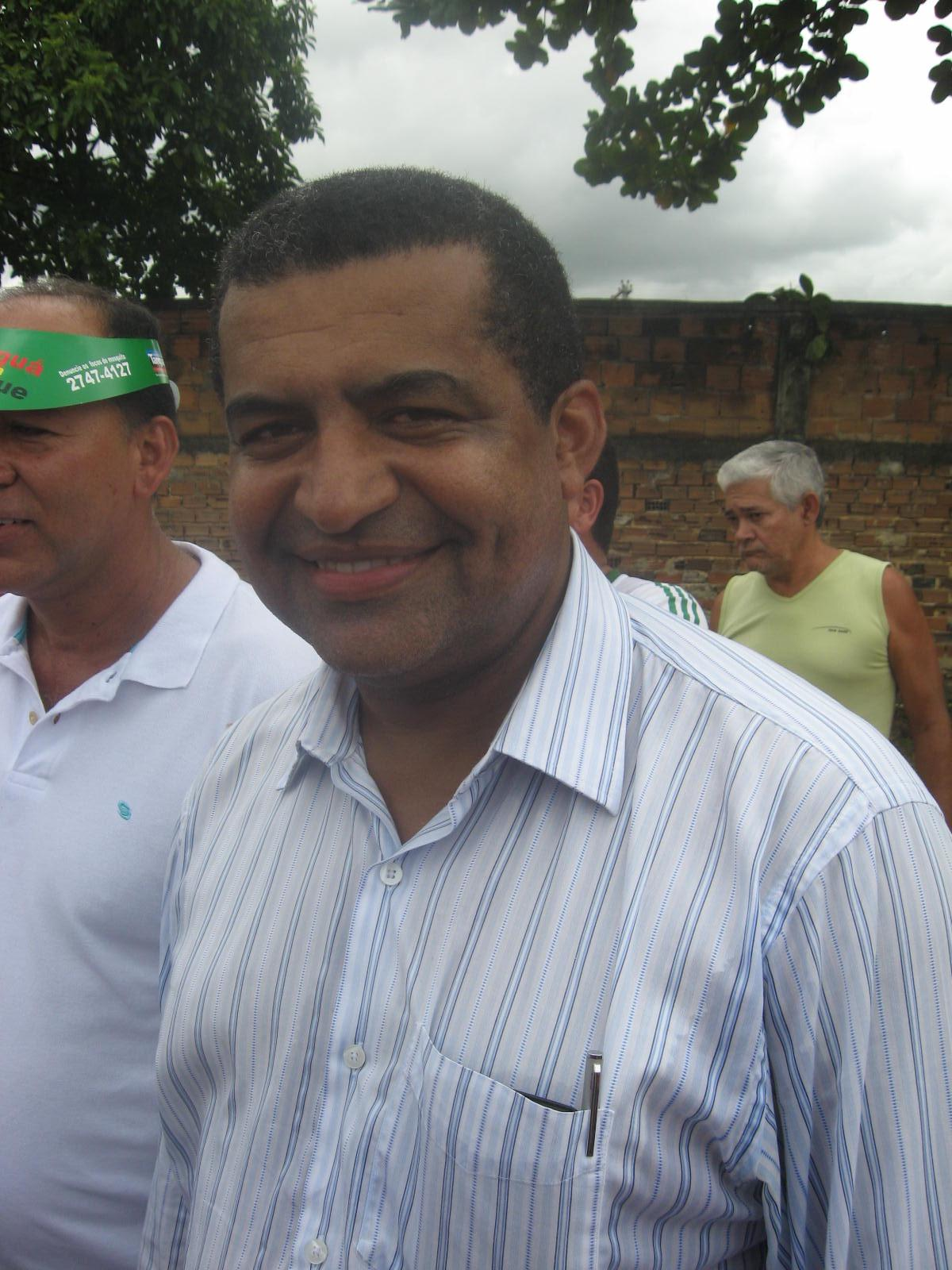
Edmilson Valentim

Edmilson José Valentim dos Santos (Rio de Janeiro, 28 de julho de 1963) é um político brasileiro filiado ao Partido Comunista do Brasil. Atualmente está sem mandato.

## Biografia
Edmilson Valentim foi criado em São João de Meriti. Metalúrgico de profissão, cursou Faculdade de Engenharia Mecânica, atuando no movimento social do Sindicato dos Metalúrgicos do Rio de Janeiro. Aos 20 anos, filiou-se ao Partido Comunista do Brasil, vindo a presidir o partido no estado, de 1992 a 1995. Atualmente é membro da Direção Estadual e da Direção Nacional do PCdoB.
Eleito o mais jovem deputado federal Constituinte do País, aos 23 anos, Edmilson sempre contou com o amplo apoio dos trabalhadores, sobretudo metalúrgicos. Em sua trajetória na Assembleia Nacional Constituinte, obteve êxito com a aprovação de importantes emendas, como a que garante para o trabalhador jornada máxima de 6 horas para turnos ininterruptos, extensão dos direitos trabalhistas aos empregados domésticos, licença-gestante de 120 dias, além de liberdade, autonomia e unicidade sindical, pleno direito de greve e voto aos 16 anos. Assegurou ainda conquistas fundamentais em defesa dos direitos humanos contra o racismo e a tortura.
Por sua atuação em defesa dos trabalhadores no período da constituinte - a luta pelo turno de 40 horas semanais, estabilidade no emprego e o monopólio estatal na distribuição do petróleo - recebeu nota 10 do Departamento Intersindical de Assessoria Parlamentar (DIAP).
Em 1994, foi novamente eleito, desta vez para deputado estadual (legislatura 1995-1999), tendo sido reeleito em outras duas vezes, para este mesmo cargo. Foi presidente da Comissão de Minas e Energia da ALERJ; presidente da Comissão Especial para Acompanhar a Reforma Político-Partidária no Congresso Nacional e titular da Comissão de Indústria e Comércio.
No âmbito estadual, é autor de Leis de grande repercussão social, com reflexos positivos na economia do estado: o Estatuto da Micro e Pequena Empresa do Rio de Janeiro; a lei que criou condições financeiras para o Governo do Estado implantar o Programa Luz no Campo; lei que garante o estágio curricular aos estudantes da FAETEC nos órgãos públicos do Estado; co-autor da lei que obriga o estado a indenizar as pessoas que foram presas por participar de atividades políticas durante a ditadura militar; propositor inicial da lei que disponibiliza 50% das vagas nas universidades estaduais para alunos que tenham cursado integralmente os ensinos fundamental e médio em escola da rede pública; lei que possibilitou a criação do Conselho Estadual dos Direitos do Negro; lei que estabelece cobrança de ICMS para as empresas estrangeiras que atuam na indústria naval e de petróleo (Lei Valentim), garantindo empregos e gerando outros milhares de postos de trabalho no estado; lei da meia-entrada para estudantes em eventos culturais, esportivos e de lazer. Sua última lei aprovada ampliou os horários de funcionamento do metrô, fazendo-o circular inclusive aos domingos e feriados.
Por sua atuação em três mandatos consecutivos na ALERJ, foi reconduzido à Câmara Federal, tendo sido eleito, em outubro de 2006, pelo voto de 76.297 fluminenses. Atualmente, como deputado federal na Legislatura 2007-2010, foi membro das Comissões de Minas e Energia (CME) Constituição e Justiça (CCJ) e Comissão Mista de Orçamento (CMO) 2007/2008. Em 2009, é presidente da Comissão de Desenvolvimento Econômico, Indústria e Comércio (CDEIC). Têm pautado seu mandato na defesa do crescimento econômico do País, na geração de empregos, principalmente no setor naval; na defesa da saúde e educação de qualidade, cultura, direitos humanos.